# Wolliner Greif
Die Wolliner Greif war ein Seitenraddampfer, der als Passagierschiff im Seebäderdienst nach Usedom, Wollin und Rügen verkehrte.

## Das Schiff
Das Schiff wurde 1864/65 mit der Baunummer 19 auf der Werft von Möller & Holberg in Grabow für J. F. Braeunlich aus Stettin gebaut. Es war 39,68 m lang und 4,92 m breit (ohne die Schaufelräder), der Tiefgang betrug 2,33 m. Das Schiff verdrängte 21 Tonnen. Eine Einfach-Expansions-Dampfmaschine mit 50 PS trieb die beiden Schaufelräder. Die Besatzung bestand aus acht Mann, die Passagierkapazität betrug 250 Personen.

## Laufbahn
Der Wolliner Greif begann seinen Dienst für J. F. Braeunlich 1865 im Badeverkehr von Stettin über Swinemünde zu den Ostseebädern auf Usedom und Wollin, wurde aber bereits nach wenigen Jahren an Friedrich David Mantey in Stettin verkauft. In der Folge wechselte sein Besitzer mehrfach. 1875 ging das Schiff an den Kalkbrenner und Gutsbesitzer Franz Küster in Kalkofen auf Wollin, 1886 an Robert Meyer in Stettin. Inzwischen war es 1881 mit 94 BRT und 63 NRT neu vermessen worden. Eine zweite Neuvermessung erfolgte nach Umbau und dem Einbau einer neuen Verbunddampfmaschine von 190 PS im Jahre 1901, als das Schiff mit 95 BRT und 44 NRT registriert wurde. 1902 folgte ein erneuter Besitzwechsel an P. Friers in Swinemünde und bereits 1903 der Weiterverkauf an A. Dinse und M. Galitz in Crampas auf Rügen, wobei das Schiff in Arkona umbenannt wurde. Dinse hatte in den folgenden zehn Jahren wechselnde Geschäftspartner, sodass die Arkona ab 1905 für A. Dinse, M. Galitz und J. Vathje in Pansevitz, ab 1908 für C. Galitz, in Sassnitz und ab 1913 für C. Galitz und A. Dinse in Sassnitz fuhr.

## Verbleib
1918 wurde das Schiff an die Reederei W. Kunstmann in Stettin verkauft, die es in Greifswald umbenannte und als Schlepper einsetzte. 1919 kam es zurück nach Rügen zur Saßnitzer Dampfschiffsgesellschaft. 1922 wurde das Schiff nach Schweden verkauft, wo es 1924 strandete. Sein Verbleib danach ist nicht bekannt.